# Амалгайд мак Фиахрах
Амалгайд мак Фиахрах (др.‑ирл. Amalgaid mac Fiachrach; V век) — первый исторически достоверный король Коннахта (V век), представитель рода Уи Фиахрах.

## Биография
Амалгайд был сыном Фиахры мак Эхаха и внуком верховного короля Ирландии Эохайда Мугмедона.
Непосредственные сведения о Амалгайде мак Фиахрахе ограничиваются несколькими преданиями и крайне противоречивыми сообщениями, содержащимися в ирландских анналах и средневековых списках королей Коннахта. Согласно одной из легенд, Амалгайд сопровождал своего брата, верховного короля Ирландии Нат И, в походе к Альпам, во время которого тот погиб от удара молнии. Возглавив ирландское войско, Амалгайд вернулся на родину и в Круахане предал тело брата погребению. После этого он получил власть над землями Коннахта. Возможно, под Альпами предания следует понимать Альбу в Британии, о походах на которую скоттов известно из различных исторических источников. О том, что Амалгайд мак Фиахрах получил королевский сан после смерти Нат И, скончавшегося по современным данным около 445 года, сообщают и другие исторические источники.
В связи с отсутствием в источниках достаточного числа сведений о истории Коннахта V—VI веков, существуют затруднения в составлении точно датированной цепи преемственности монархов этого королевства. Согласно различным средневековым спискам королей, содержащимся, в том числе, в трактате «Laud Synchronisms» и «Лейнстерской книге», Амалгайд мак Фиахрах правил или двадцать лет, или тридцать два или тридцать четыре года, и его преемником на престоле Коннахта был погибший в 482 году Айлиль Молт, правивший этим королевством одиннадцать лет. Ирландские анналы по-разному датируют смерть Амалгайда: «Хроника скоттов» сообщает, что он скончался в 440 году, «Анналы четырёх мастеров» — в 449 году. Таким образом, одновременно все эти данные не могут быть истинными, так как сильно противоречат друг другу. Хотя историки, включая Джона Багнелла Бьюри, предпринимали попытки примирить между собой свидетельства о ранних королях Коннахта, и в настоящее время проблема датировки правления Амалгайда не имеет окончательного решения.
На основании того, что имя Амалгайда мак Фиахраха упоминается первым во всех списках королей Коннахта, его считают первым исторически достоверным правителем этого королевства. Предположения же о том, что он был и первым христианским монархом Коннахта, являются ошибочными. Родовые земли Амалгайда находились на территории современного графства Мейо. По его имени они получили название Тир Амалгадо (современный Тиравлей; от древнеирландского Tir nAmalngado — «земли Амалгайда»).
Амалгайд мак Фиахрах был дважды женат: первой его супругой была Трессан, дочь короля Мунстера Над Фройха, второй — Эрк, дочь Эохайда, в генеалогиях называемого королём Лейнстера. Детьми от этих браков были двенадцать или шестнадцать сыновей. Одним из дальних потомков Амалгайда был живший в конце VII века Тирехан, автор одного из наиболее ранних житий святого Патрика.
Согласно этому житию, после смерти Амалгайда его сыновья начали между собой борьбу за право владеть родовыми землями своего отца. Хотя все они были язычниками, они обратились к Патрику с просьбой решить их спор. Святой перепоручил эту миссию верховному королю Ирландии Лоэгайре мак Нейллу и его брату, королю Айлеха Эогану мак Нейллу. Хотя один из братьев, Энда, желая добиться поддержки святого Патрика, крестил своего сына Коналла, наследником Амалгайда был провозглашён его старший сын Энгус. В житии сообщается, что решающую роль в присуждении ему власти над отцовскими владениями сыграло то, что он единственный из сыновей Амалгайда не имел уничижительного прозвища.